# Aechmea fasciata
Genre
Aechmea fasciata est une espèce de plantes de la famille des Broméliacées, originaire du Brésil. Cette plante est probablement la plus connue de son genre, et est souvent utilisée comme plante d'appartement,.

## Synonymes
- Aechmea hamata Mez[3] ;
- Aechmea leopoldii Baker[3] ;
- Aechmea rhodocyanea (Lem.) Wawra ex Mez[3] ;
- Billbergia fasciata Lindl.[3] ;
- Billbergia glazioviana Regel[3] ;
- Billbergia glaziovii Regel[3] ;
- Billbergia rhodocyanea Lem.[3] ;
- Hohenbergia fasciata (Lindl.) Schult. & Schult.f.[3] ;
- Hoplophytum fasciatum (Lindl.) Beer[3] ;
- Platyaechmea fasciata (Lindl.) L.B.Sm. & W.J.Kress[3] ;

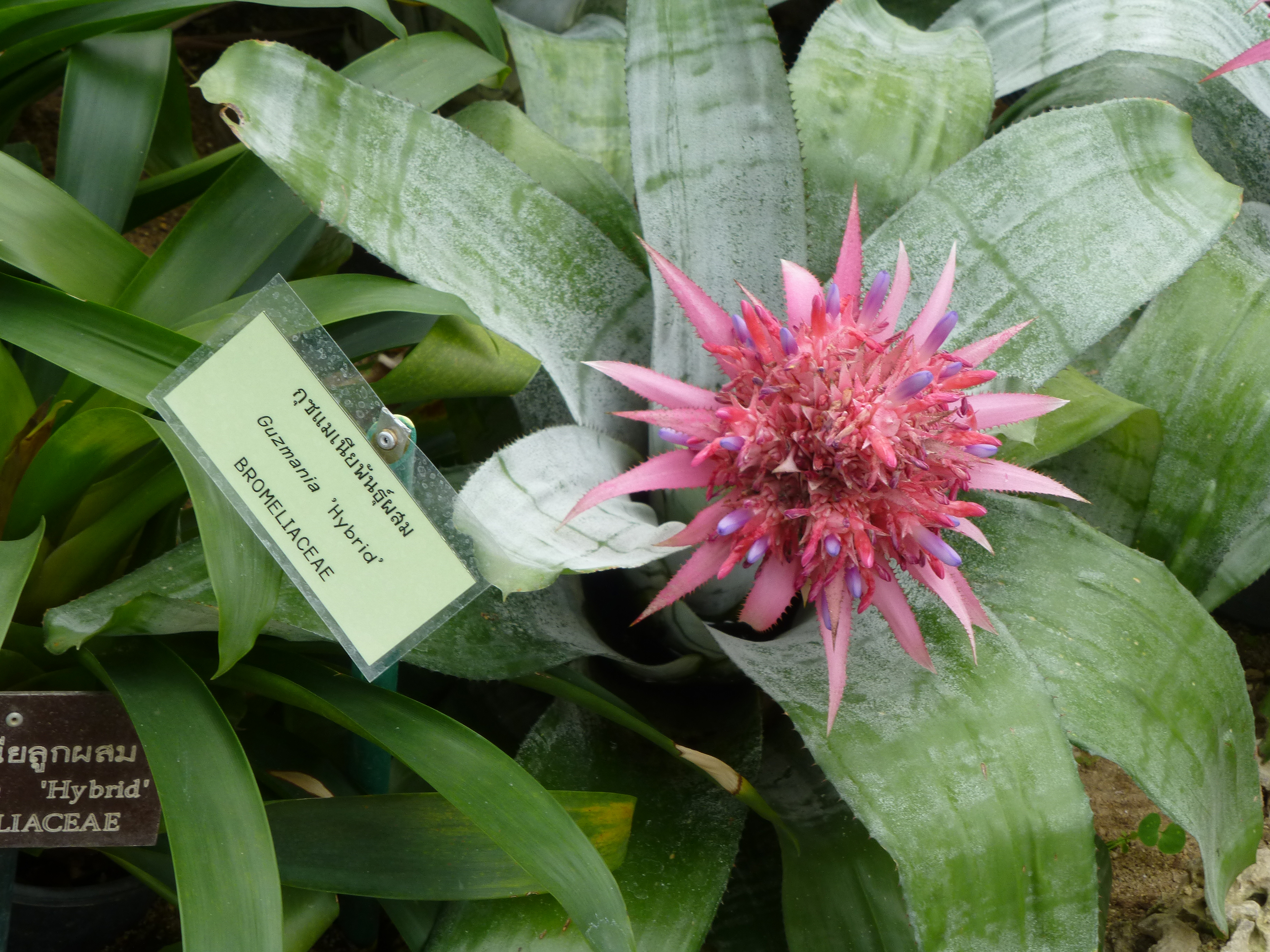
Aechmea fasciata Guzmania hybrid, Jardin botanique de la reine Sirikit, Thaïlande

- Tillandsia bracteata Vell.[3].

## Cultivars
| - Aechmea 'Aton' - Aechmea 'Auslese' - Aechmea 'Chantata' - Aechmea 'Charles Hodgson' - Aechmea 'Checkers' - Aechmea 'Club Maurice' - Aechmea 'Cosmic Starburst' - Aechmea 'DeLeon' - Aechmea 'Dennis B.' - Aechmea 'Donna Marie' - Aechmea 'Fascidata' - Aechmea 'Fascini' - Aechmea 'Friederike' - Aechmea 'Frost' - Aechmea 'Fulgo-Fasciata' - Aechmea 'Henrietta' | - Aechmea 'Ivory' - Aechmea 'Julie Sewell' - Aechmea 'Kiwi' - Aechmea 'Leucadia' - Aechmea 'Margarita L.' - Aechmea 'Mona' - Aechmea 'Morgana' - Aechmea 'Pink Fantasy' - Aechmea 'Pink Rocket' - Aechmea 'Primera' - Aechmea 'Purple Velvet' - Aechmea 'Red Rocket' - Aechmea 'Silver King' - Aechmea 'Smoothie' - Aechmea 'Starbrite' - Aechmea 'White Head' | - ×Androlaechmea 'Crateriformis' - ×Billmea 'Rangitoto' - ×Canmea 'Wild Tiger' - ×Neomea 'Fascidorffii' - ×Neomea 'Pink Cascade' - ×Nidumea 'Angellina' - ×Nidumea 'Midnight' - ×Nidumea 'Superstar' - ×Quesmea 'Facsimile' |

## Description
La plante pousse lentement, atteignant 30 à 80 cm de haut, et s'étalant jusqu'à 60 cm en largeur. Elle a des feuilles de forme ovale-elliptique longues de 45 à 90 cm et arrangés en un motif de rosette basale.

## Culture deAechmea fasciata
A. fasciata demande une ombre partielle et un sol léger, bien drainé mais retenant l'humidité. Elle peut aussi pousser en épiphyte, par exemple avec de la mousse autour de ses racines, attachée sur de l'écorce grossière. La pourriture des racines (par asphyxie) est due à un arrosage trop copieux.
La plante n'a pas beaucoup de parasites, mais la pourriture des racines peut être un problème si le sol est trop humide. Elle peut être attaquée par des cochenilles, et des moustiques peuvent parfois se reproduire dans l'eau qui s'accumule entre les feuilles.